# Horušice
Horušice (německy Horusitz) jsou obec v okrese Kutná Hora ve Středočeském kraji. Leží asi patnáct kilometrů severovýchodně od Kutné Hory a jedenáct kilometrů severně od města Čáslav. Žije zde 162 obyvatel.

## Historie
První písemná zmínka o obci pochází z roku 1369.

## Obyvatelstvo
| Rok            | 1869 | 1880 | 1890 | 1900 | 1910 | 1921 | 1930 | 1950 | 1961 | 1970 | 1980 | 1991 | 2001 | 2011 | 2021 |
| -------------- | ---- | ---- | ---- | ---- | ---- | ---- | ---- | ---- | ---- | ---- | ---- | ---- | ---- | ---- | ---- |
| Počet obyvatel | 430  | 421  | 432  | 429  | 453  | 421  | 397  | 314  | 317  | 287  | 244  | 211  | 187  | 205  | 179  |
| Počet domů     | 52   | 58   | 60   | 65   | 78   | 77   | 86   | 90   | 89   | 92   | 74   | 85   | 89   | 96   | 99   |

## Obecní správa

### Územněsprávní začlenění
Dějiny územněsprávního začleňování zahrnují období od roku 1850 do současnosti. V chronologickém přehledu je uvedena územně administrativní příslušnost obce (osady) v roce, kdy ke změně došlo:
- 1850 země česká, kraj Pardubice, politický i soudní okres Kutná Hora[6]
- 1855 země česká, kraj Čáslav, soudní okres Kutná Hora
- 1868 země česká, politický i soudní okres Kutná Hora
- 1939 země česká, Oberlandrat Kolín, politický i soudní okres Kutná Hora[7]
- 1942 země česká, Oberlandrat Praha, politický i soudní okres Kutná Hora[8]
- 1945 země česká, správní i soudní okres Kutná Hora[9]
- 1949 Pardubický kraj, okres Přelouč[10]
- 1960 Středočeský kraj, okres Kutná Hora
- 1964 Středočeský kraj, okres Kutná Hora, městys Žehušice[11]
- k 24. listopadu 1990 Středočeský kraj, okres Kutná Hora[11]
- 2003 Středočeský kraj, obec s rozšířenou působností Kutná Hora

### Obecní symboly
Znak a vlajka byly obci uděleny rozhodnutím předsedkyně Poslanecké sněmovny Parlamentu České republiky dne 13. října 2023.

## Doprava
Dopravní síť
- Pozemní komunikace – Obcí prochází silnice II/338 silnice I/2 – Horušice–Žehušice–Čáslav–Zbýšov.
- Železnice – Železniční trať ani stanice na území obce nejsou.

Veřejná doprava 2011
- Autobusová doprava – V obci měly zastávky příměstské autobusové linky Kutná Hora-Semtěš (v pracovní dny 4 spoje) a Čáslav-Bernardov-Chvaletice (v pracovní dny 3 spoje) (dopravce Veolia Transport Východní Čechy, a. s.). O víkendu byla obec bez dopravní obsluhy.

## Společnost
Ve vsi Horušice (přísl. Zbraněves, 445 obyvatel) byly v roce 1932 evidovány tyto živnosti a obchody: 2 hostince. 2 koláři, 2 kováři, krejčí, mlýn, obuvník, pila, řezník, sedlář, 2 obchody se smíšeným zbožím, spořitelní a záložní spolek pro Horušice, trafika.

## Pamětihodnosti

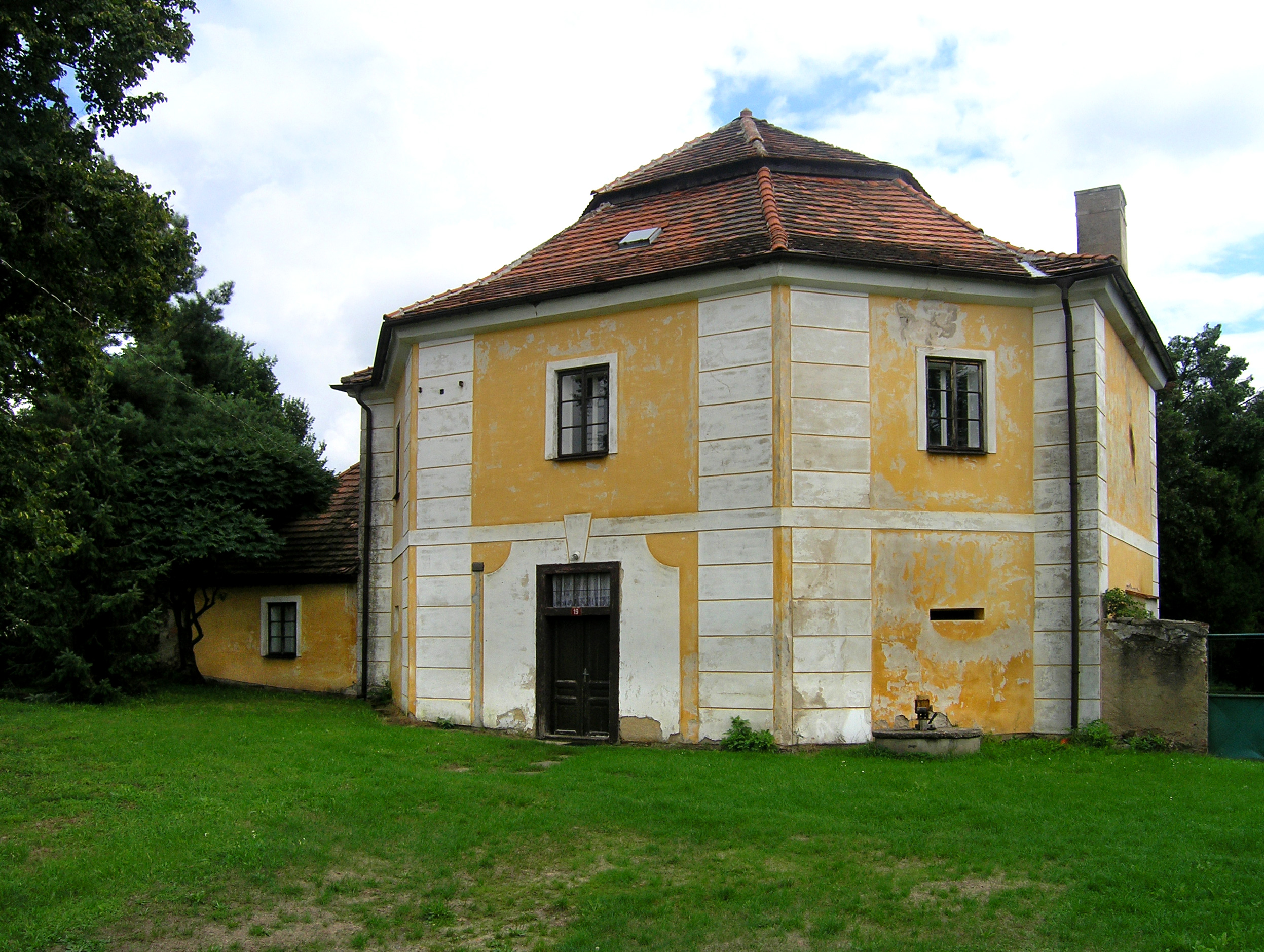
Bývalá rezidence sedleckého kláštera v Horušicích

- Rezidence sedleckého kláštera cisterciáků – zámeček osmibokého půdorysu z doby kolem roku 1720. Stavba je připsaná Janu Blažeji Santinimu i když jeho autorství není přímo doloženo. Z někdejšího hospodářského dvora sedleckého kláštera zůstala jen stavba drobné rezidence, která je zachována. Slouží dnes jako rodinný dům.
- kaplička na návsi